# Jack Molinas
Jacob Louis « Jack » Molinas, (31 octobre 1931 - 3 août 1975) est un joueur de basket-ball américain qui a brièvement joué dans la National Basketball Association (NBA) avec les Fort Wayne Pistons en 1953, avant d'être banni à vie pour avoir parié de l'argent sur ses propres matchs, pratique interdite par la NBA. Molinas sera par la suite impliqué dans un scandale de matchs truqués en NCAA (basket-ball universitaire) et condamné à 15 ans de prison. Molinas est assassiné en 1975 par la mafia, alors qu'il a des dettes de plusieurs centaines de milliers de dollars.